# Sandra Bolten
Sandra Bolten (geboren 5. Dezember 1970 als Sandra Baum) ist eine deutsche Richterin. Sie ist seit 2018 Vizepräsidentin am Sozialgericht Frankfurt am Main und seit 2019 Mitglied am Staatsgerichtshof des Landes Hessen.

## Leben
Nach dem Studium der Rechtswissenschaft war Sandra Baum seit 17. Juli 2000 als Richterin im Richterverhältnis auf Probe am Sozialgericht Münster in Nordrhein-Westfalen tätig. 2003 wurde sie an der Johannes Gutenberg-Universität Mainz promoviert. Nach der Hochzeit nahm sie den Namen Bolten an und war seit 17. Juli 2003 Richterin am Sozialgericht Dortmund und anschließend am Sozialgericht Köln.
Seit 2012 war Bolten Richterin am Sozialgericht Wiesbaden, wo sie in zahlreichen Kammern vertreten war. Vorsitzende Richterin war sie in der Kammer 5 für Streitsachen in Angelegenheiten der Arbeitsförderung und in der Kammer 28, für die sie als Güterichterin zuständig war und schließlich in der Kammer 36. Zuletzt wurde sie im Geschäftsverteilungsplan 2017 als ständige Vertreterin der Direktorin Bettina Ruppel geführt. Zusammen mit Manuela Gillner war sie zudem seit 2011 Pressesprecherin des Sozialgerichts Wiesbaden.
Bolten wurde am 29. März 2018 zur Vizepräsidentin des Sozialgerichts Frankfurt am Main ernannt. Seit 2019 nahm sie nach ihrer Scheidung wieder ihren Geburtsnamen Baum an. Sie wird im Geschäftsbericht 2019 der Sozialgerichtsbarkeit Hessen bis August 2019 mit dem Namen Bolten und ab Oktober 2019 mit dem Namen Baum geführt.
Am 2. April 2019 wurde Bolten auf Vorschlag der SPD-Fraktion vom Hessischen Landtag zum stellvertretenden nicht richterlichen Mitglied des Hessischen Staatsgerichtshofs gewählt.

## Veröffentlichungen
- Sandra Baum: Der Eigentumsvorbehalt als Aus- oder Absonderungsrecht im Insolvenzverfahren. Dissertation. GCA-Verlag, Herdecke 2003, ISBN 3-89863-121-4.